# Epitonium jukesianum
Epitonium jukesianum là một loài very small predatory ốc biển, là động vật thân mềm chân bụng sống ở biển trong họ Epitoniidae, the wentletraps.
This snail is known to occur in shallow water ở đông nam Úc và đảo North, New Zealand.